# Debeloglavka
Debeloglavka (znanstveno ime Pelophylax ridibundus) je največja vrsta pravih žab v Evropi. Na prvi pogled je podobna zeleni in pisani žabi.

## Značilnosti
Debeloglavka zraste v dolžino do 17 cm, vendar so samci manjši in dosežejo v dolžino le do okoli 12 cm. Ime je vrsta dobila po sorazmerno veliki glavi. Zadnji kraki so dolgi, kar ji omogoča dolge skoke. Običajno med populacijo prevladujejo zeleno obarvani osebki s črnimi vzorci po telesu, vendar pa so možne tudi drugačne barvne kombinacije, od temno zelene, rjave do sive. Nekateri osebki imajo po telesu vzdolžne svetlejše proge, vzdolž hrbta pa ima večina osebkov svetlo progo. Zahodne populacije debeloglavk so običajno zelene s temnimi pegami na hrbtu in bokih ter s po tremi vzdolžnimi svetlimi progami po hrbtu. 

## Prehrana
Debeloglavkin običajni plen so kačji pastirji in ostale žuželke, pa tudi deževniki in lazarji. Velike debeloglavke lahko uplenijo celo manjše sesalce, pa tudi druge manjše dvoživke in celo manjše ribe. 

## Razširjenost
Debeloglavka je razširjena po večjem delu Evrope, na vzhodu pa do azijskega dela Rusije. Na jugu je razširjena do zahodnega Irana in Afganistana. Osamljene populacije so razširjene tudi v Savdski Arabiji. Najbolj jim ustrezajo vode s temperaturo okoli 15 °C.
V Sloveniji je debeloglavka uvrščena na Seznam zavarovanih vrst.